# Hockenheim
Koordinati:   49°19′05″N, 08°32′50″E
Hockenheim je mesto v Nemčiji, ki se nahaja v severozahodnem delu zvezne dežele Baden-Württemberg, okoli 20 kilometrov južno od Mannheima. Leta 2019 je imelo 21.700 prebivalcev.
Hockenheim je svetovno znan po dirkališču Hockenheimring, na katerem se odvija dirka Formule 1 za Veliko nagrado Nemčije.

## Geografija
Hockenheim leži v Zgornji dolini Rena na stari trgovski poti od Frankfurta ob Majni do Basla. Skozi mesto teče potok Kraichbach, ki ga deli na večje vzhodno in manjše zahodno območje. Ta potok se izliva v Ren severno od Hockenheima, v bližini naselja Ketsch.
Zahodno od Hockenheima leži poplavna ravnica, vzhodno pa nizka rečna terasa. Gre za zaščiteno območje, ki ponuja življenjski prostor za številne ogrožene rastlinske in živalske vrste, prav tako pa je pomembno kot počivališče in krmišče za ptice selivke.

## Zgodovina
Naselje je prvič omenjeno leta 769 v dokumentu Lorscher Codex, medtem ko se je leta 1238 v spisih pojavilo njegovo sedanje ime. V srednjem veku je Hockenheim prvotno pripadal območju, ki je bilo pod upravo gradu Wersau.
V 17. stoletju so naselje med tridesetletno in francosko-nizozemsko vojno močno poškodovale francoske vojaške enote. Francozi so v teh časih na območje prinesli tobak ter se je v 19. stoletju v Hockenheimu razvila tovarna, ki se je ukvarjala z izdelavo cigar. Do takrat so na območju največ gojili hmelj, od zgodnjega 20. stoletja pa špargelj. Tobačna industrija je po drugi svetovni vojni propadla.
Od leta 1803 je bil Hockenheim del Velikega vojvodstva Baden in okrožja Schwetzingen, leta 1895 pa je dobil status mesta z vsemi pravicami. Med letoma 1924 in 1973 je pripadal okrožju Mannheim, potem pa se je pridružil novemu okrožju Rhein-Neckar, katerega središče je Heidelberg. Leta 1999 je Hockenheim prvič imel 20.000 prebivalcev, zaradi česar je na začetku leta 2001 dobil status upravnega mesta v okrožju (nem. Große Kreisstadt).
Dirkališče Hockenheimring v bližnjem gozdnem območju Schwetzinger Hardt so prvič uredili leta 1932. Do leta 1965 je manjši odsek proge šel skozi Hockenheim, potem pa je mesto od dirkališča ločila nova avtocesta.